# Zárate
Zárate ist eine Stadt im östlichen Argentinien, in der nördlichen Provinz Buenos Aires. Die Stadt liegt am Río Paraná und hat 101.271 Einwohner (Stand 2001, INDEC).
Zárate bildet eine Agglomeration mit der sechs Kilometer südlich gelegenen Nachbarstadt Campana, die Städte sind über einen gemeinsamen Industriepark verbunden. Zusammen haben beide Städte 164.524 Einwohner.

## Wirtschaft und Infrastruktur
Zárate ist vor allem ein Sitz der Schwerindustrie, wird aber wegen seiner Lage am Fluss auch von Touristen, vor allem aus Buenos Aires, besucht. Seit 1994 hat das Werk von Toyota Argentina seinen Sitz in Zárate.
In Zárate befindet sich die südlichste Brücke über den Río Paraná, der Complejo Zárate – Brazo Largo, der gleichzeitig die kürzeste Verbindung zwischen Buenos Aires und Montevideo in Uruguay ist. Einige Kilometer nördlich von Zárate befindet sich das Kernkraftwerk Atucha, das größte Atomkraftwerk Argentiniens.
Mercedes-Benz baut in Zárate ein neues Werk als Ersatz für das verkaufte Werk in González Catán bei Buenos Aires. Das neue Werk soll 2026 in Betrieb gehen.

## Söhne und Töchter der Stadt
- Armando Pontier (1917–1985), argentinischer Tangokomponist, Bandoneonist und Bandleader
- Reynaldo Nichele (1918–1998), Tangogeiger
- Raúl Berón (1920–1982), Tangosänger
- Onofre Marimón (1923–1954), Formel-1-Rennfahrer der 1950er-Jahre
- Virgilio Expósito (1924–1997), Tangokomponist und Pianist
- Elba Berón (1930–1994), Tangosängerin
- Raúl de la Torre (1938–2010), Regisseur, Drehbuchautor und Filmproduzent
- Ricardo Bochini (* 1954), Fußballspieler
- Sergio Zárate (* 1969), Fußballspieler
- Oscar Ahumada (* 1982), Fußballspieler
- Tomas Contte (* 1998), Radrennfahrer